# La Chapelle-d'Armentières

La Chapelle-d'Armentières este o comună în departamentul Nord, Franța. În 1 ianuarie 2022 avea o populație de 8.782 de locuitori.